# Raúl Irarrázaval
Raúl Irarrázabal Lecaros (Santiago, 18 de octubre de 1906-Santiago, 13 de junio de 2001) fue un abogado y político conservador chileno.

## Primeros años de vida
Fue hijo de Alberto Irarrázaval Lira y de Inés Lecaros Barros. Estudió en el Instituto Nacional, en el Liceo Alemán de Santiago, desde 1913 a 1925 y en la Facultad de Derecho de la Universidad de Chile, su tesis se tituló "Derecho aeronáutico".
Por espacio de dos años, realizó estudios de posgrado en política y economía en la Universidad de París, Berlín y en la Escuela de Ciencias Económicas y Políticas de Londres. A su regreso se recibió de abogado en enero de 1932; con la tesis "Derecho aeronáutico".
Ejerció la profesión junto a los abogados Manuel Föster R. y Joaquín Yrarrázabal, en cuyo bufet hizo su práctica.

### Matrimonio e hijos
Contrajo matrimonio con Elena Covarrubias Sánchez, con la cual tuvo siete hijos, entre ellos, el escultor Mario Irarrázabal Covarrubias.

## Vida pública
Militante del Partido Conservador, por el cual fue elegido Diputado por la 13.ª agrupación departamental, correspondiente a las comunas de Constitución, Cauquenes y Chanco (hijosne-1945 y 1945-1949), participando de la comisión permanente de Constitución, Legislación y Justicia.
El  presidente Gabriel González Videla lo nombró Ministro de Hacienda (19 de octubre de 1950-15 de junio de 1951) y Embajador de Chile ante la Santa Sede (1951-1953).
Llegó a ser Vicepresidente nacional del Partido Conservador Unido (1953-1956).
Ingresó al Partido Conservador Unido, por el cual fue elegido Diputado por la 24.ª agrupación departamental, correspondiente a las comunas de Llanquihue, Puerto Varas y Aysén (1957-1961 y 1961-1965), integrando la comisión de Economía y Comercio y la de Relaciones Exteriores.
Fue Embajador de Chile en Alemania Occidental (1974-1975).
En 1970 ingresó a la Orden de Malta, y fue presidente de la asociación chilena, entre 1978 y 1988.
Entre otras actividades, fue piloto civil aéreo.
Fue miembro del Consejo y bibliotecario de la Sociedad de Instrucción Primaria.
Miembro de la Liga de Estudiantes Pobres; vicepresidente de la Junta de Beneficencia Escolar; miembro del Instituto de Cultura Hispánica y del Instituto Chileno Alemán de Cultura.
Socio del Colegio de Abogados, del Club de La Unión y del Automóvil Club.

## Distinciones
- Caballero de la Orden de Malta (1964).
- Gran Cruz de la Orden de San Silvestre.
- Gran Cruz de la Orden de Orange-Nassau.

## Historia Electoral
| Año  | Tipo           | Territorio               | Partido | Votos | %   | Resultado         |
| ---- | -------------- | ------------------------ | ------- | ----- | --- | ----------------- |
| 1965 | Parlamentarias | VI agrupación provincial | PCU     | 565   | 0.4 | No electo senador |